# Richard Moti
Richard Moti (Rotterdam, 1 december 1979) is een Nederlands vakbondsbestuurder en PvdA-politicus. Sinds januari 2024 is hij werkzaam als bestuurder bij Nautilus International, de internationale maritieme vakbond.

## Biografie
Moti ging van 1992 tot 1999 naar het vwo op het Caland Lyceum in Rotterdam. Van 1999 tot 2005 studeerde hij werktuigbouwkunde aan de TU Delft met als afstudeerrichting management en productie, deze opleiding heeft hij echter niet afgerond. Moti is lid van de Partij van de Arbeid. In 2001 was hij korte tijd assistent van de PvdA-fractie in Rotterdam. Van 2001 tot 2002 was hij assistent van de Rotterdamse wethouder van haven en economische zaken.
Van 2002 tot 2013 was Moti lid van de gemeenteraad van Rotterdam. Van 2002 tot 2006 was hij woordvoerder Verkeer & Vervoer en Sport, van 2006 tot 2010 vicefractievoorzitter en woordvoerder Financiën en van 2010 tot 2013 fractievoorzitter en woordvoerder Werk & Inkomen en Cultuur. Van 2013 tot 2014 was hij er wethouder van Financiën, Dienstverlening en Organisatie van Rotterdam, waarbij hij Jantine Kriens opvolgde. Bij zijn vertrek in 2014 kreeg Moti de Wolfert van Borselenpenning van de gemeente Rotterdam.
Van 2007 tot 2013 was Moti districtsbestuurder in Rotterdam bij FNV Bondgenoten in de sector Metaal en sinds 2014 is hij bestuurslid van FNV Bondgenoten. Moti stond op plaats 15 van de kandidatenlijst van de PvdA voor de Tweede Kamerverkiezingen op 15 maart 2017. Van 2014 tot 2018 was hij vakbondsbestuurder bij FNV in de sector Metaal.
In juli 2018 trad Moti opnieuw toe tot het Rotterdamse college van B&W, nu als wethouder Werk, inkomen, Nationaal Programma Rotterdam Zuid (NPRZ) en EU-Migranten. Moti was lijsttrekker bij de gemeenteraadsverkiezingen 2022 in Rotterdam. Vanaf 2022 was hij als fractievoorzitter van de PvdA Rotterdam lid van de gemeenteraad van Rotterdam en nam hij afscheid als wethouder van Rotterdam.
Op 10 januari 2024 heeft Moti ontslag genomen als gemeenteraadslid van Rotterdam wegens het aanvaarden van een nieuwe baan als bestuurder bij Nautilus International, de internationale maritieme vakbond. Een week na zijn afscheid is hij door de Rotterdamse journalisten uitgeroepen tot 'Beste Politicus van Rotterdam 2023". De jury roemde Moti om zijn harde en scherpe oneliners, die altijd op basis van inhoud en nooit op de persoon waren. Hiermee wist hij uit te groeien tot het belangrijkste gezicht van de oppositie en heeft hij op grote onderwerpen, zoals het parkeerbeleid of besparingen op de zorg en het armoedebeleid  veranderingen gerealiseerd.